# 山下一夫
山下 一夫（やました かずお、1953年3月16日 - ）は、日本の教育学者。専門は教育臨床心理学、臨床心理学。鳴門教育大学学長。

## 経歴
- 1977年（昭和52年） - 京都大学教育学部卒業。
- 1980年（昭和55年） - 京都大学大学院教育学研究科教育方法学専攻博士前期課程修了。
- 1983年（昭和58年） - 京都大学大学院教育学研究科教育方法学専攻博士後期課程単位取得退学。
- 1983年（昭和58年） - 京都大学教育学部研修員。
- 1986年（昭和61年） - 京都大学教育学部助手。
- 1988年（昭和63年） - 鳴門教育大学学校教育学部講師。
- 1990年（平成02年） - 鳴門教育大学学校教育学部助教授。
- 1998年（平成10年） - 鳴門教育大学学校教育学部教授。
- 1999年（平成11年） - 博士（学術）（大阪市立大学）。
- 2010年（平成22年） - 国立大学法人鳴門教育大学理事兼副学長。
- 2016年（平成28年） - 国立大学法人鳴門教育大学学長。

## 論文等
- バウム・テストの臨床的研究：精神科入院患者を対象に、京都大学教育学部紀要, 29, 184-194, 1983,（単）
- 老人（未亡人）と家族（嫁、娘）とのThe Consensus Rorshach, ロールシャッハ研究, 25, 145-160, 1983, （単）
- 原発性全般てんかんと側頭葉てんかん：P-Fスタデイによる心理学的研究、心理臨床学研究, 2（1） , 38-43, 1984, （共）
- 臨床心理テスト入門、東山書房, 1988, （共）
- カウンセリングの知と心、日本評論社, 1994, （単）
- 依存と自立の視点からみた不登校問題、鳴門教育大学研究紀要・教育科学編, 11, 227-239, 1996, （単）
- 不登校に関する初期の研究論文、鳴門生徒指導研究, 7, 3-16, 1997, （単）
- A Study of Developmental and Clinical Psychology on School Guidance and Counseling. : How should a teacher approach the problems　of school refusal and bullying? 鳴門教育大学研究紀要・教育科学編12, 141-152, 1997,（単）
- 生徒指導の知と心, 日本評論社, 1999, （単）
- 大学の授業としての「心の教育実践論」: 学生による授業評価と、授業内容・方法の検討、教科教育学研究, 19, 135-154, 2001, （共）